# Милюдакасы
Милюдакасы́ (чув. Милютакасси) — деревня в Моргаушском районе Чувашской Республики России. Входит в состав Ярабайкасинского сельского поселения.

## География
Деревня находится в северной части Чувашии, в пределах Чувашского плато, в зоне хвойно-широколиственных лесов, на расстоянии примерно 6 километров (по прямой) к северо-востоку от села Моргауши, административного центра района. Абсолютная высота — 174 метра над уровнем моря.

### Климат
Климат характеризуется как умеренно континентальный, с продолжительной морозной зимой и тёплым летом. Среднегодовая температура воздуха — 2,3 °С. Средняя температура воздуха самого тёплого месяца (июля) — 18,6 °C (абсолютный максимум — 38 °C); самого холодного (января) — −13 °C (абсолютный минимум — −44 °C). Безморозный период длится около 148 дней. Среднее количество атмосферных осадков, выпадающих в вегетационный период, составляет 326 мм

### Часовой пояс
Деревня Милюдакасы, как и вся Чувашия, находится в часовой зоне МСК (московское время). Смещение применяемого времени относительно UTC составляет +3:00.

## Население
| 2010 | 2012 |
| ---- | ---- |
| 197  | ↗209 |

### Половой состав
По данным Всероссийской переписи населения 2010 года в гендерной структуре населения мужчины составляли 45,7 %, женщины — соответственно 54,3 %.

### Национальный состав
Согласно результатам переписи 2002 года, в национальной структуре населения чуваши составляли 98 % из 205 чел.